# Neuitatele femei
- Data apariției: 3 iulie, 2002
- Genul muzical: folk
- Casa de discuri: Intercont Music

Neuitatele femei este al treisprezecelea album al solistului brăilean Nicu Alifantis. Conține 11 piese din perioada adolescenței și amintirile copilăriei. "Cred că primul lucru pe care ni-l amintim cu plăcere din adolescență este întâlnirea cu femeia. De aceea, titlul Neuitatele femei exprimă bine intenția noastră", a spus Nicu Alifantis. 
Cântecul care deschide albumul, Luni e ziua, a fost compus în 1996, pentru Festivalul de artă medievală de la Sighișoara. Piesa Cîntic di sîrmîniță este în limba machedonă, pentru că Nicu Alifantis și invitatul său Marius Batu au rădăcini macedonene. 

## Listă de piese
1. "Luni e ziua"
2. "Sfântul Valentin"
3. "Vino"
4. "Cearcăn"
5. "Cîntic di sîrmîniță"
6. "Neuitatele femei"
7. "Ce frumoasă despărțire"
8. "Nu mă-ntreba"
9. "Rrrrock"
10. "Toboșarii"
11. "Întrebări"